# Comuna Dmîtrivka, Kahovka
Dmîtrivka (în ucraineană Дмитрівка) este o comună în raionul Kahovka, regiunea Herson, Ucraina, formată din satele Dibrova și Dmîtrivka (reședința).

## Demografie
Componența lingvistică a comunei Dmîtrivka
     Ucraineană (95,23%)
     Rusă (4,49%)
     Alte limbi (0,18%)
Conform recensământului din 2001, majoritatea populației comunei Dmîtrivka era vorbitoare de ucraineană (95,23%), existând în minoritate și vorbitori de rusă (4,49%).